# Kuczbork-Osada (gemeente)
De gemeente Kuczbork-Osada is een landgemeente in het Poolse woiwodschap Mazovië, in powiat Żuromiński.
De zetel van de gemeente is in Kuczbork-Osada.
Op 30 juni 2004, telde de gemeente 5058 inwoners.

## Oppervlakte gegevens
In 2002 bedroeg de totale oppervlakte van gemeente Kuczbork-Osada 121,64 km², waarvan:
- agrarisch gebied: 78%
- bossen: 16%

De gemeente beslaat 15,11% van de totale oppervlakte van de powiat.

## Demografie
Stand op 30 juni 2004:
| Omschrijving                   | Totaal | Totaal | Vrouwen | Vrouwen | Mannen | Mannen |
| ------------------------------ | ------ | ------ | ------- | ------- | ------ | ------ |
| eenheid                        | aantal | %      | aantal  | %       | aantal | %      |
| inwoners                       | 5058   | 100    | 2530    | 50      | 2528   | 50     |
| bevolkingsdichtheid (inw./km²) | 41,6   | 41,6   | 20,8    | 20,8    | 20,8   | 20,8   |

In 2002 bedroeg het gemiddelde inkomen per inwoner 1272,91 zł.

## Plaatsen
Bagienice Duże, Bagienice Małe, Bagienice Nowe, Chodubka, Chojnowo, Gościszka, Kozielsk, Krzywki-Bratki, Kuczbork-Wieś, Kuczbork-Osada, Łążek, Mianowo, Nidzgora, Niedziałki, Nowa Wieś, Olszewko, Osowa, Przyspa, Sarnowo, Szronka, Wygoda, Zielona.

## Aangrenzende gemeenten
Działdowo, Lipowiec Kościelny, Lubowidz, Płośnica, Szreńsk, Żuromin